# Eqaluk Høegh
Eqaluk Høegh (* 21. März 1991) ist ein grönländischer Politiker (Inuit Ataqatigiit), Schauspieler und Fernsehmoderator.

## Leben
Eqaluk Høegh ist der Sohn der Künstlerin Arnannguaq Høegh (1956–2020). Er wurde erstmals 2011 bekannt, als er 19-jährig die Hauptrolle in Malik Kleists Horrorfilm Qaqqat Alanngui („Die Schatten der Berge“) einnahm. Kurz darauf wurde er gemeinsam mit Martin Brandt Hansen Moderator des Jugendsatireprogramms Labrador’ Kangian’ („Östlich von Labrador“). Er studierte an der Universität Aarhus und am Ilisimatusarfik. 2018 war er Moderator des Debattenprogramms Kassoq („Blaues Eis“).
Er arbeitete als Ministersekretär für Regierungschef Kim Kielsen, als er 2019 öffentlich auf Facebook seine Kündigung einreichte. Als Grund gab er Frust über das sozialpolitische Versagen an im Zuge der Fernsehdokumentation Byen hvor børnene forsvinder („Die Stadt, wo die Kinder verschwinden“) über sexuellen Kindesmissbrauch in Tasiilaq.
Bei der Parlamentswahl in Grönland 2021 kandidierte er für die Inuit Ataqatigiit und erhielt die viertmeisten Stimmen seiner Partei und damit einen Platz im Inatsisartut. Anschließend wurde er im April 2021 mit 30 Jahren zum Minister für Kinder, Jugendliche, Familie und Justiz im Kabinett Egede I ernannt. Damit erhielt er die Verantwortung für das politische Ressort, dessen Verwaltung er zuvor selbst aufs Schärfste kritisiert hatte. Das Ministerium wurde extra für ihn gegründet und aus dem Sozialministerium ausgegliedert. Bereits zwei Monate später musste er am 18. Juni wegen Stress das Justizressort vorübergehend an Naaja H. Nathanielsen übergeben. Sie übernahm das Ressort fest am 6. August. Am 27. August trat er schließlich als Minister zurück und übergab sein Ministerium an Sozialministerin Mimi Karlsen. Er ließ sich zugleich bis Ende des Jahres 2021 im Parlament krankschreiben. Einen Monat später übernahm Paneeraq Olsen das Ministerium. 2024 war er erneut im Parlament beurlaubt. Bei der Wahl 2025 trat er nicht mehr an.